# Kilómetro 115
Paraje Kilómetro 115 es una localidad argentina ubicada en el departamento Vera de la provincia de Santa Fe. Se encuentra sobre la Ruta provincial 83,  8 km al este de la reserva de Laguna La Loca y 25 km al norte de Garabato, de la cual depende administrativamente.

## Población
Cuenta con 182 habitantes (Indec, 2010), lo que representa un incremento del 2,8% frente a los 177 habitantes (Indec, 2001) del censo anterior.
| Gráfica de evolución demográfica de Kilómetro 115 entre 1991 y 2010 |
|                                                                     |
| Fuente: Censos nacionales del INDEC                                 |